# Mogera uchidai
Mogera uchidai is een zoogdier uit de familie van de mollen (Talpidae). De wetenschappelijke naam van de soort werd voor het eerst geldig gepubliceerd door Abe, Shiraishi & Arai in 1991.

## Voorkomen
De soort komt voor in Japan.